# Acide 7-désoxyloganétique
L'acide 7-désoxyloganétique est un iridoïde, de formule C10H14O4. 
C'est un métabolite végétal présent chez Lonicera japonica et Hydrangea macrophylla. Il est synthétisé par l'enzyme iridoïde oxydase (IO) à partir du népétalactol ou de l'iridodial. L'acide 7-désoxyloganétique est un substrat de l'enzyme acide 7-désoxyloganétique glucosyltransférase (7-DLGT) qui produit l'acide 7-désoxyloganique.